# Hypoleria tenera
Hypoleria tenera är en fjärilsart som beskrevs av Anton Srnka 1885. Hypoleria tenera ingår i släktet Hypoleria och familjen praktfjärilar. Inga underarter finns listade i Catalogue of Life.